# Hafen Freudenau

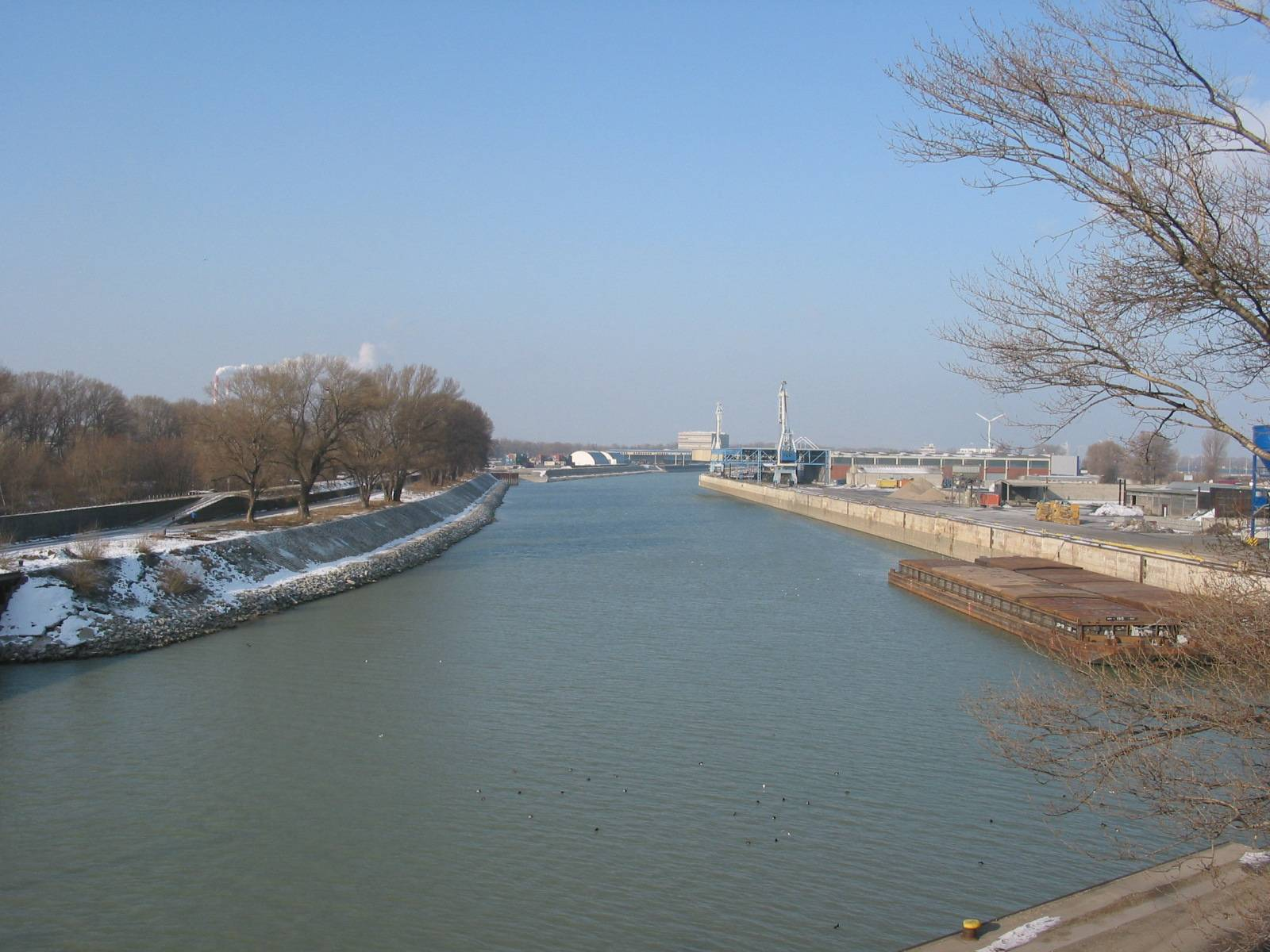
Hafen Freudenau (Jänner 2006)

Der Hafen Freudenau, auch als Winterhafen bezeichnet, ist ein Frachthafen am rechten Donauufer (Stromkilometer 1920,1) in der Freudenau, einem Stadtteil im 2. Wiener Gemeindebezirk Leopoldstadt. Er ist der größte öffentliche Donauhafen Österreichs und zugleich das größte trimodale (Vernetzung: Eisenbahn, Straße, Schiff) Güterverkehrszentrum in Österreich. Der Hafen gehört neben dem Ölhafen Lobau und drei weiteren Häfen zur Hafen Wien-Gruppe, die über die Wien Holding im Besitz der Stadt Wien ist.
Auf dem rund 140 ha großen Hafenareal befinden sich die Umschlag-Anlagen für Schüttgüter und Rohstoffe, ein Containerterminal, ein Autoterminal, Hallen- und Lagerplätze, Verteilzentren für Markenartikel, das größte Zoll-Freilager Österreichs mit Zollamt und eigener Polizeistation sowie die Direktion und Verwaltung des Wiener Hafens. Der Hafen Freudenau dient außerdem als Schutz- und Winterhafen.

## Geschichte

Lageplan des Hafens um 1903

Nach der 1875 fertiggestellten Donauregulierung wurde am rechten Ufer des Hauptstromes ein ehemaliger Donauarm zur Überwinterung der Donauschiffe genutzt. Ab 1889 erfolgte der Ausbau dieses Bereiches zu einem Schutzhafen bei Hochwasser und Eis sowie zu einem Winterhafen. Er wurde im Jahr 1902 eröffnet. Ursprünglich bestand der Hafen – Planungsziel 1900: Handelshafen – aus einem breiten Haupthafen und einem südwestlich daneben befindlichen Seitenhafen (sogenannter Innen-Hafen); für südlich anschließende Erweiterungen waren Flächen gewidmet. Dieser Seitenhafen wurde in den 1960er, 1970er und 1980er Jahren zugunsten der Zollfreizone schrittweise zugeschüttet; diverse Straßennamen sind jedoch bis heute erhalten geblieben.
Nach dem Hochwasserereignis vom August 2002, als der Hafen Freudenau teilweise bis zu 1,20 m unter Wasser war, erfolgte die Errichtung eines Hafentors zur Hochwassersicherung. Dieses Hafentor mit einer lichten Durchfahrtsbreite von etwa 26,5 m ist eine Schiebetorkonstruktion und neben der 1958 errichteten Freudenauer Hafenbrücke situiert.
Im Jahr 2008 erfolgte die Inbetriebnahme des neuen Containerterminals mit zwei Portalkränen. Dabei wurde auch der Lückenschluss zwischen der Donauufer- und der Donauländebahn hergestellt. Zu diesem Zwecke errichtete man unmittelbar neben der Freudenauer Hafenbrücke die Winterhafenbrücke mit einer Länge von rund 168 m als das zentrale Bindeglied. 2013 wurde das drittgrößte trimodale Containerterminal Europas mit einer dritten Kranbrücke aufgerüstet.

## Bildergalerie

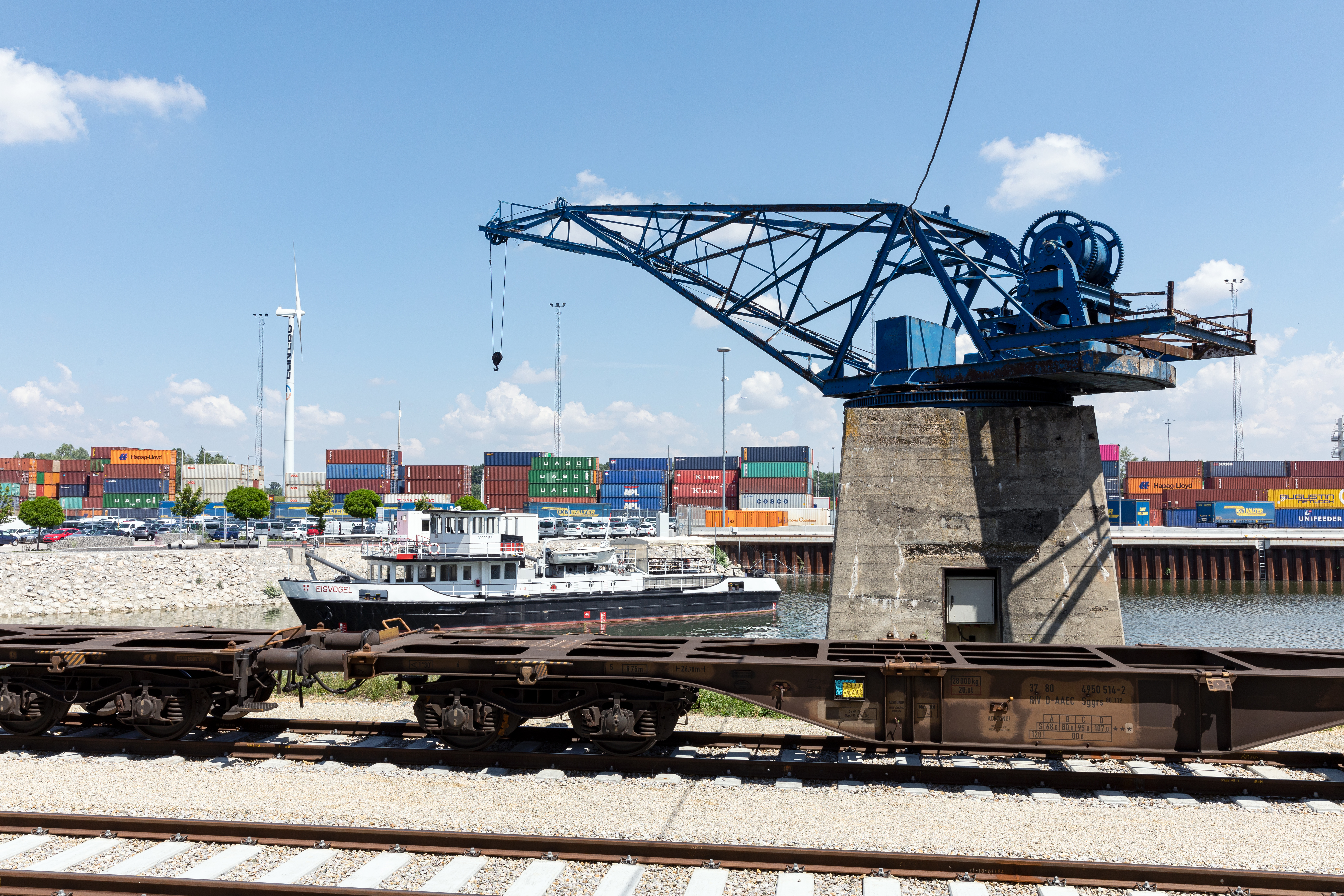
Der Eisbrecher MS Eisvogel im Hafen Freudenau
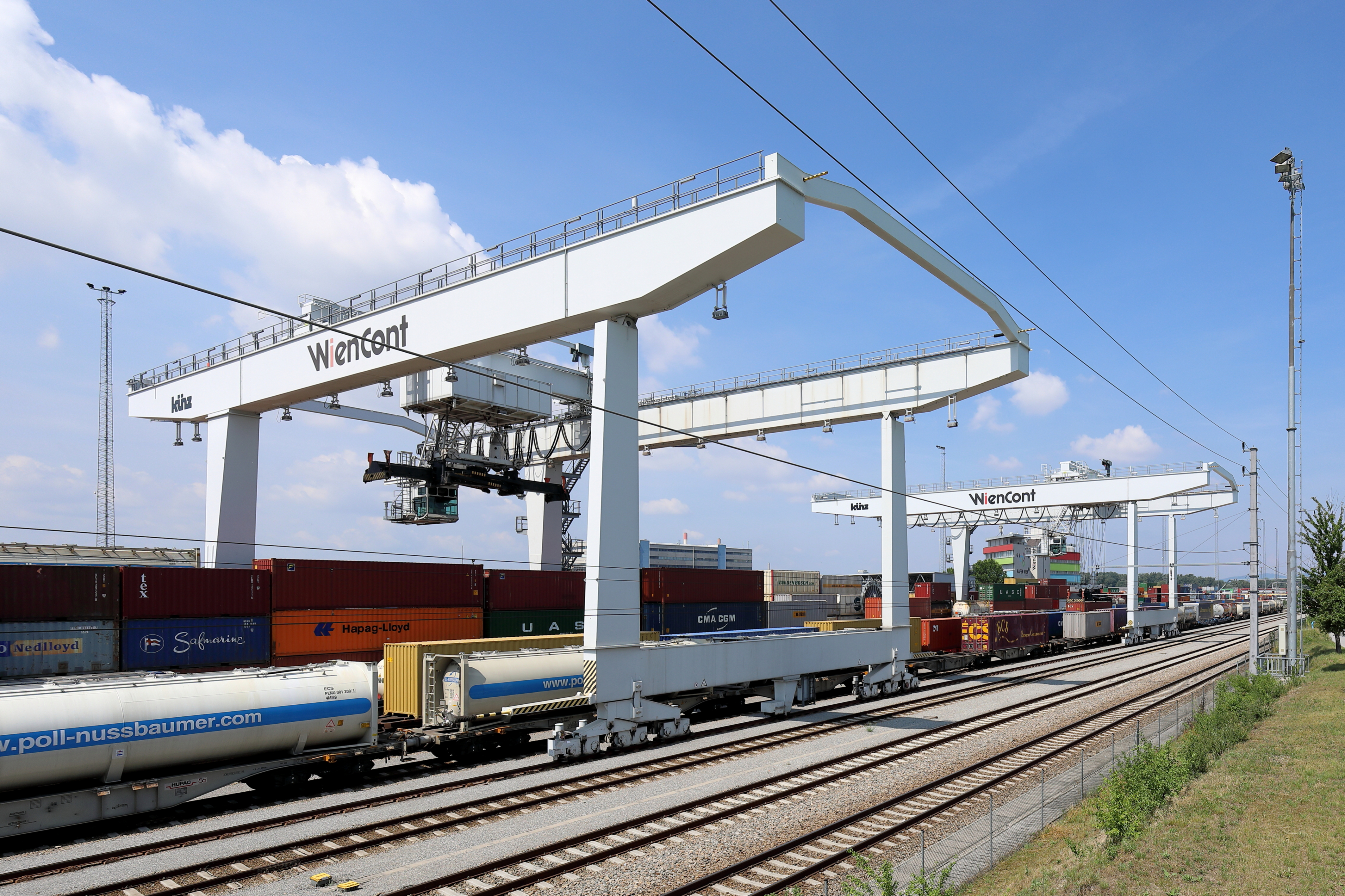
Das Containerterminal des Hafens
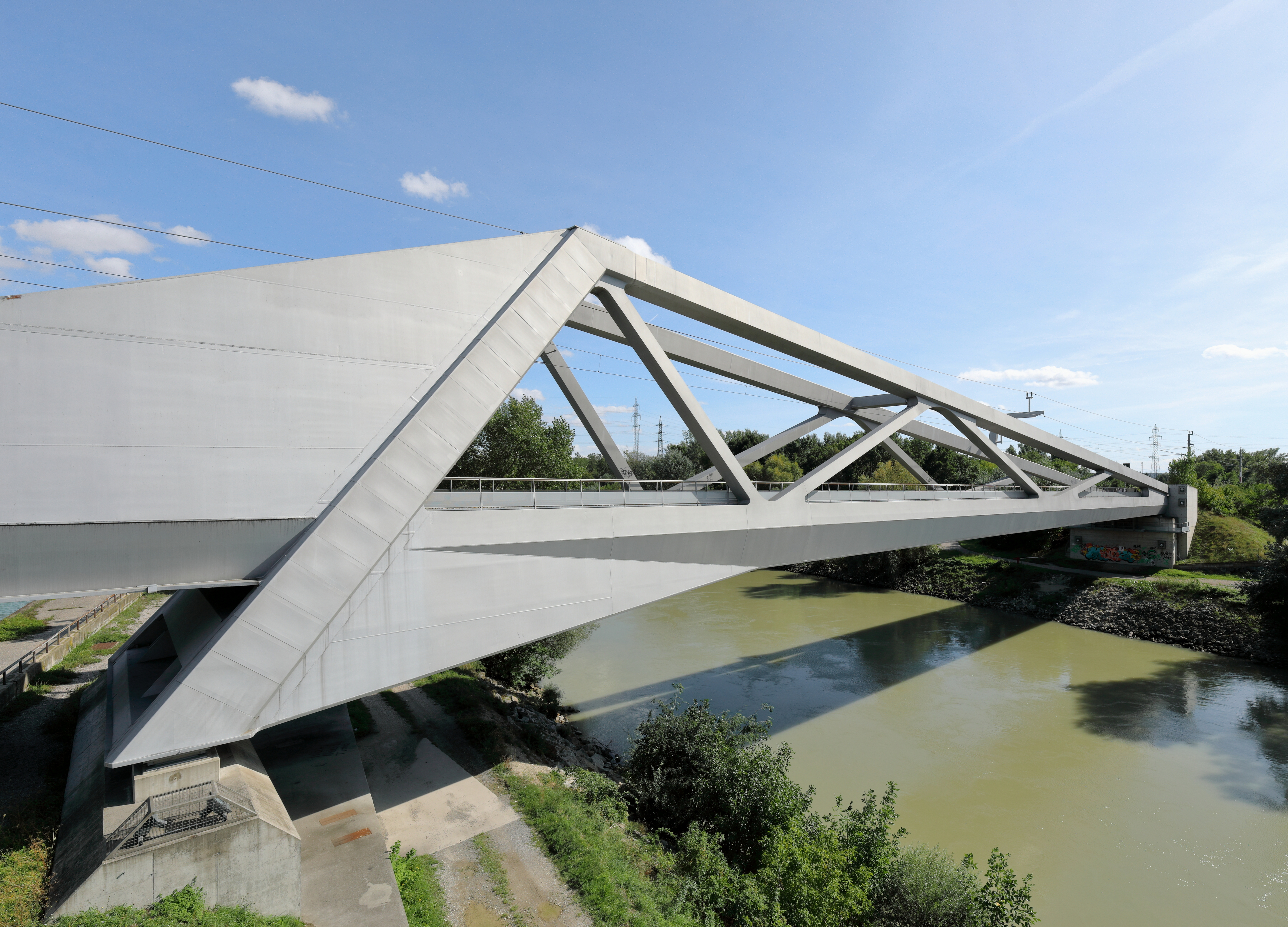
Neue Winterhafenbrücke